# Rundstück warm

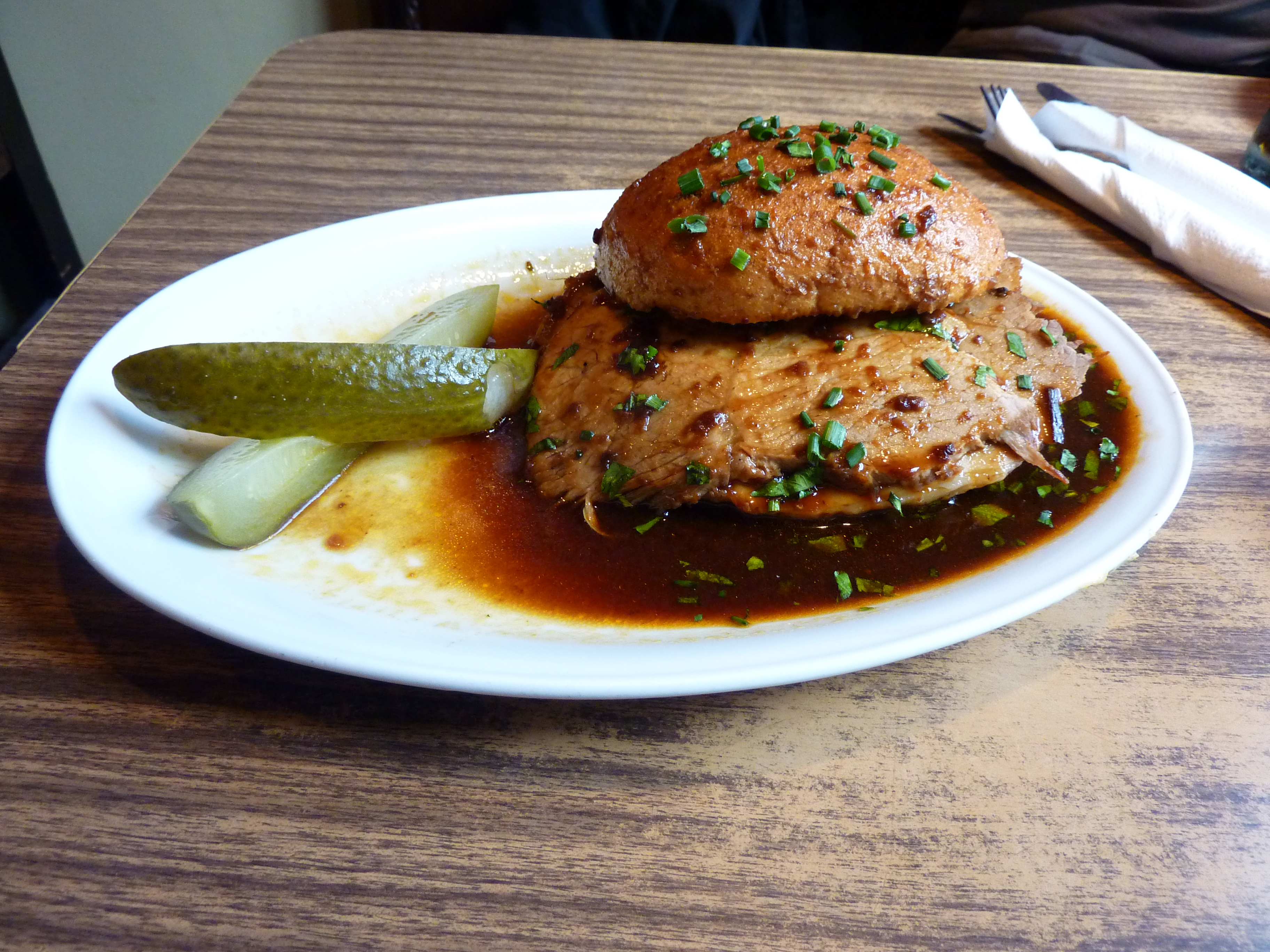
Rundstück warm z ogórkiem konserwowym

Rundstück warm (niem., dosłownie bułka na gorąco) – tradycyjne niemieckie danie mięsne, powszechnie spożywane w Hamburgu i okolicach. Uważane za prekursora hamburgera. Jest to bułka z rodzajem kotleta z mięsa wołowego lub wieprzowego polanego sosem jus. Podawane może być z ogórkiem konserwowym.